# Трынский партизанский отряд
Трынский партизанский отряд (болг. Трънски партизански отряд) — подразделение Народно-освободительной повстанческой армии Болгарии, входившее в состав 1-й Софийской повстанческой оперативной зоны. Действовал во время Второй мировой войны в районах городов Трын и Брезник.

## Подготовка к созданию отряда
В начале июля 1942 года окружной комитет Болгарской коммунистической партии возложил на Славчо Стаменова (он же «Трынский») обязанностью организовать партизанский отряд в общине Трын. Тот вместе со Славчо Цветковым начал встречи с коммунистами в разных сёлах и установил контакты с Црнотравским партизанским отрядом НОАЮ; он констатировал, что в разных местах организационная работа отставала. Была создана полулегальная группа, которая должна была совершать акты саботажа. В августе 1942 года Славчо Трынский, Славчо Цеков и Райчо Таков подожгли стопы пшеницы и ячменя «врагов народа» в местечках Рани-Луг и Бохова. Также деятельность коммунистических партизан в 1942 году и начале 1943 года включала перерезание телеграфных линий и распространение антигерманских лозунгов.

## Деятельность

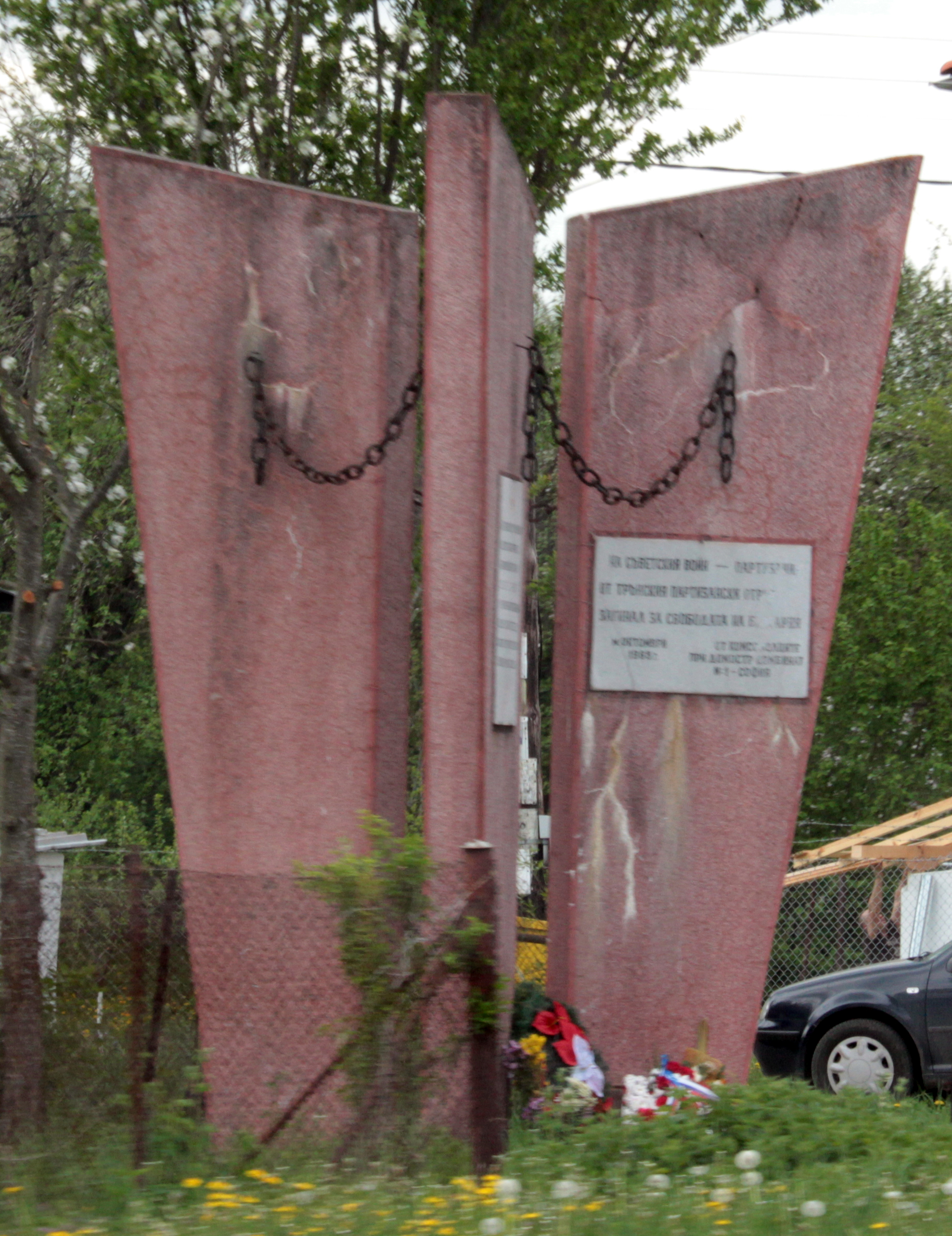
Памятник погибшим бойцам Трынского отряда в Стрезимировцах

В апреле 1943 года боевая группа, действовавшая в районе Трына, была преобразована фактически в Трынский партизанский отряд. Командиром отряда был назначен Славчо Трынский, политическим комиссаром (политруком) — Делчо Симов, заместитель командира — Стефан Рангелов. 7 мая 1943 года отряд принял боевое крещение, атаковав ночной караул у Слишовской корчмы.
16 июня 1943 года пять бойцов отряда во главе со Славчо Трынским и ещё 10 югославских партизан атаковали полицейский участок и уничтожили сыроварню в Главановцах; был убит староста села. В ходе отступления двое партизан были ранены из охотничьего ружья.
30 июня 1943 года партизаны атаковали Стрезимировци, подожгли здание местного управления и разграбили сыроварню, забрав 20 кашкавалов и раздобыв несколько итальянских винтовок. После прибытия полицейских частей из Трына и Клисуры они отступили. 23 июля группа под командованием Делчо Симова и Денчо Знеполского разграбила сыроварню в Лялинцах. В июне — июле 1943 года были проведены собрания в Джинчовцах и Бохове. 12 августа ими был разоружён местный полицейский из общины, а также сожжены архивы общины в Вукане.
В начале сентября 1943 года отряд насчитывал 29 человек. 7 сентября партизаны под командованием Стефана Рангелова приняли тяжёлый бой против правительственных войск на территории от горы Яничев до села Бохова. В ходе боя часть партизан рассеялась на группы, и были убиты двое, в том числе Стефан Рангелов; одна партизанка была тяжело ранена. В ходе последовавшего преследования погибли ещё двое человек, две партизанки попали в плен. После этого сражения отряд отступил в район Калны (Црнотравско), который стал их основной базой. 15 сентября партизаны снова атаковали Главановци при поддержке из 20 бойцов Лужницкого партизанского батальона НОАЮ, но отступили после прибытия полицейских частей из Клисуры и Стрезимировцев. В конце месяца отряд действовал в Лужнице вместе с югославскими партизанами.
В начале 1944 года отряд организовывал акции в сёлах Лешниковци, Туроковци, Кышле, Долна-Мелна, Горна-Мелна и Уши, а также вёл бои против болгарской армии и жандармерии в сёлах Костуринци, Грознатовци, Борче и Уши.
Весной 1944 года отряд пополнился 300 новыми бойцами, продолжая организовывать акции. Позже отступил для перегруппировки в районы сёл Кална и города Црна-Трава, где действовали отряды НОАЮ.
На основе 1-го батальона отряда была образована 1-я Софийская народно-освободительная бригада, на основе 2-го батальона — 2-я Софийская. Эти бригады участвовали в походах на Рилу и Стару-Планину, а также в битве при Батулии. Также в июне 1944 года был образован Средорекский партизанский отряд на базе Трынского отряда.
Оставшийся в зоне боевых действий 3-й батальон совершил переход к сёлам Кална и города Црна-Трава. Он был снабжён британским оружием, которое было сброшено с воздуха партизанами НОАЮ. В июле 1944 года отряд отправился в район Трына, участвовал в боях за сёла Лева-Река. 28 июля вёл бои за сёла Еловица и Костуринци. Проводил свои акции в сёлах Джинчовци, Драинци, Бераинци, Радово, Костуринци, Извор, Драгойчинци и Чепинци, фактически освободив территорию от прогерманских частей. Считался наиболее значимым болгарским партизанским отрядом в 1944 году.
6 сентября 1944 года Трынский партизанский отряд был включён в состав Софийской народно-освободительной дивизии. С 9 сентября 1944 года власть Отечественного фронта была установлена в городах Трын, Брезник, Босилеград и продолжала распространяться в направлении Софии.